# Monarchie malawienne
La monarchie malawienne est le régime politique en vigueur au Malawi entre 1964 et 1966. Le Malawi est alors un royaume du Commonwealth qui partage son monarque avec le Royaume-Uni et plusieurs autres États souverains.
Ancien protectorat britannique, le Malawi obtient son indépendance le 6 juillet 1964. La reine Élisabeth II reste chef d'État avec le titre spécifique de reine du Malawi. La quasi-totalité de ses pouvoirs constitutionnels sont délégués au gouverneur général, qui la représente localement. En effet, comme d'autres pays du Commonwealth, le système politique malawien est basé sur le système de Westminster, dans lequel le chef de l'État joue un rôle purement honorifique.
La monarchie est abolie le 6 juillet 1966, date à laquelle le pays devient une république tout en continuant de reconnaître la reine Élisabeth II comme chef du Commonwealth. Un président remplace la reine comme chef d'État.

## Histoire
La monarchie malawienne est créée par la loi sur l'indépendance du Malawi, adoptée par le Parlement du Royaume-Uni en 1964, qui transforme le protectorat du Nyassaland en un État souverain indépendant appelé Malawi. Le prince Philip, duc d'Édimbourg représente la reine Élisabeth II lors de la cérémonie d'indépendance dans le pays le 6 juillet 1964. Le lendemain, le duc ouvre la première session du Parlement du Malawi indépendant, au nom de la reine, en prononçant le discours du Trône.

## Rôle constitutionnel
De 1964 à 1966, le Malawi est l'un des royaumes du Commonwealth qui partagent la même personne comme monarque et chef d'État.

### Pouvoirs exécutif et législatif

Étendard du gouverneur général avec la couronne de saint Édouard.

Après la loi de 1964 sur l'indépendance du Malawi, aucun ministre du gouvernement britannique ne peut conseiller la reine sur les questions relatives au Malawi. Pour toutes les questions relatives au Malawi, la souveraine est conseillée uniquement par ses ministres malawiens. La reine est représentée dans le pays par un gouverneur général nommé par elle sur avis du Premier ministre malawien. La reine est dotée de vastes pouvoirs constitutionnels, mais dans les faits, tous ces pouvoirs sont exercés par le gouverneur général.
La reine du Malawi et l'Assemblée nationale constituent le Parlement du Malawi. Toutes les lois malawiennes ne sont promulguées qu'avec l'octroi de la sanction royale accordée par le gouverneur général au nom de la reine. Le gouverneur général est aussi chargé de convoquer, de proroger et de dissoudre le Parlement. Le gouverneur général nomme le Premier ministre, parmi les membres du parti politique ayant la majorité à l'Assemblée nationale ; il nomme également les ministres, sur l'avis du Premier ministre.

### Pouvoir judiciaire
La plus haute cour d'appel du Malawi est le Comité judiciaire du Conseil privé. La reine, et par extension le gouverneur général, peut exercer la « prérogative royale de clémence » et gracier les infractions contre la Couronne, que ce soit avant, pendant ou après un procès.

## Titre de la reine

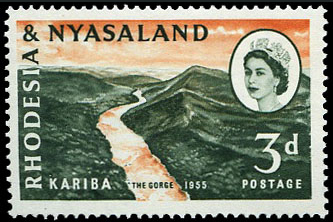
Timbre postal de la Fédération de Rhodésie et du Nyassaland à l'effigie d'Élisabeth II (médaillon), en 1960.

La reine Élisabeth II possède officiellement un titre différent dans tous les royaumes du Commonwealth. Jusqu'en 1964, le Malawi fait partie de l'Empire britannique, et Élisabeth II y règne en tant que reine du Royaume-Uni. Après l'indépendance, un nouveau titre est adopté, pour préciser l'aspect distinct de la monarchie malawienne. À partir de 1964, le titre de la reine au Malawi est le suivant :
« Elizabeth the Second, by the Grace of God Queen of Malawi and of Her other Realms and Territories, Head of the Commonwealth. »
« Élisabeth Deux, par la grâce de Dieu, reine du Malawi et de ses autres royaumes et territoires, chef du Commonwealth. »
Auparavant, la reine conservait son titre britannique : « Élisabeth Deux, par la grâce de Dieu, reine du Royaume-Uni de Grande-Bretagne et d'Irlande du Nord et de ses autres royaumes et territoires, chef du Commonwealth, défenseur de la Foi ».

## Abolition de la monarchie
La monarchie malawienne est abolie le 6 juillet 1966, lorsque le Malawi devient une république, deux ans jour pour jour après l'indépendance du pays. Le monarque, le gouverneur général et le Premier ministre sont remplacés par un président, exerçant à la fois les fonctions de chef d'État et de chef du gouvernement. Le pays cesse alors d'être un royaume du Commonwealth, mais reste membre de l'organisation dirigée par Élisabeth II en qualité de république du Commonwealth.

## Visites royales
Élisabeth II visite le Malawi du 22 au 25 juillet 1979. L'hôpital central Queen Elizabeth de Blantyre est baptisé en son honneur en 1958 ; c'est le plus grand hôpital du Malawi.